# Cordulia aenea
Cordulia aenea (Linnaeus, 1758) je vrsta iz familije Corduliidae. Srpski naziv ove vrste je Barski zeleni konjić.

## Opis vrste
Trbuh oba pola je metalikzelen, kao i grudi i oči. Na početku trbuha, s donje bočne strane, postoji žuta šara. Kod mužjaka, na početku trbuha, postoji suženje kojeg nema na trbuhu ženke, koji je znatno krupniji. Krila ove vrste su providna sa malo naranžaste boje u samoj osnovi i crnom pterostigmom. Ovo je vrsta čiji period letenja počinje najranije u godini u odnosu na ostale predstavnike ove porodice .

## Stanište
Stajaće vode kao što su bare, mala jezera, kanali, ribnjaci, šljunkare, mrtvaje i odsečeni rečni rukavci. Kod nas je možemo naći na visinama do 1500 m.      

## Životni ciklus
Parenje ove vrste se odvija u vazduhu. Nakon parenja ženke polažu svoja jaja u vodu. Larveno razviće ima više stupnjeva i traje tri godine. Nakon toga larve se penju na obalne biljke gde eklodiraju i ostavljaju svoju egzuviju.

## Sezona letenja
Sezona letenja traje od kraja aprila do jula.

## Spoljašnje veze
- Downy Emerald Архивирано на веб-сајту  (8. мај 2014) pictures in nature photographer Janne Heimonen's photo gallery
- „Downy Emerald”. British Dragonfly Society. Приступљено 27. 5. 2011.